# Enrique Enn
Alexis Novoa (13 de Dezembro de 1995, San Cristóbal, Venezuela) conhecido como Enrique Enn, é um artista de rua originário Venezuelano. Começou a fazer grafito aos 14 anos. Se caracteriza por seu estilo de fazer assinaturas de grafito em tela, realiza técnicas como serigrafia, estêncil, tinta spray, tinta acrílica e tinta a óleo. Conhecido por colaborar com jogadores de futebol e cantores.
Em 2021, Enrique Enn saiu entre os 10 melhores artistas de rua do Google.

## Biografia
Enrique Enn nasceu em 13 de dezembro de 1995 em San Cristobal, Venezuela, onde iniciou seu amor pela arte admirando grafiteiros locais e seus primeiros trabalhos artísticos nas ruas utilizando técnicas de spray, caracterizando-se por suas assinaturas.
Em 2014 mudou-se para Miami, Flórida, onde teve diversos empregos regulares para subsistir, dando origem à sua abordagem artística conseguindo diferentes colaborações com celebridades.

## Estilo
Enrique Enn mostra diferentes técnicas em seus trabalhos, seu estilo costuma ser apreciado pela combinação da tinta acrílica com a tinta spray trabalhando em cores marcantes, captando também personagens que o caracterizam e levando uma mensagem mais profunda como sua obra intitulada "Vision".